# Knut IV. Dánský
Knut IV. Dánský (dánsky Knud IV den Hellige/Sankt Knud, asi 1042 – 10. července 1086) byl králem Dánska v letech 1080 až 1086. Byl to ambiciózní panovník, který usiloval o zvýšení moci dánského království, podporoval katolickou církev a měl v plánu dobývat trůn Anglie. Stal se prvním Dánem, který byl kanonizován, a od roku 1101 je katolickou církví uznáván jako patron Dánska.

## Život
Knut se narodil okolo roku 1042 jako jeden z mnoha nemanželských synů Svena II. Estridssona. Poprvé je zmiňován jako účastník Svenova nájezdu do Anglie v roce 1069, a Anglosaská kronika ho uvádí jako velitele dalšího nájezdu v roce 1075.
Když v roce 1074 zemřel Sven II., králem se stal jeden z Knutových bratrů jako Harald III. a protože Knut se uchýlil do švédského exilu, byl možná v aktivní opozici proti Haraldovi. V roce 1080 se Knut stal Haraldovým nástupcem na trůně a při té příležitosti se oženil s Adélou, dcerou hraběte Roberta I. Flanderského. Ta mu v roce 1084 porodila syna Karla (v Dánsku neobvyklé jméno). Krátce před jeho smrti se narodily ještě dvě dcery, dvojčata Cecílie a Ingegerda (1085/86).

### Dánský král
Knut štědře obdaroval kostely v Dalby, Odense, Roskilde, Viborgu a zvláště v Lundu. V církvi si tak vytvořil mocného spojence. Jeho vláda se vyznačovala energickou snahou o vzrůst panovnické moci v Dánsku a tvrdým přístupem ke šlechtě. Vyhrazoval si právo na obecní půdu, právo na zboží z potopených lodí a právo na dědictví po cizincích a lidech bez příbuzných. Tato politika ho odcizila poddaným, kteří nebyli zvyklí na krále, který si nárokuje takovou moc a který zasahuje do jejich každodenních záležitostí.

### Anglická kampaň
Knutovy ambice se však neomezovaly jen na domácí půdu. V roce 1085 s pomocí svého tchána Roberta Flanderského a Olafa III. Norského plánoval invazi do Anglie. Jeho flotila však nikdy nevyplula. Knut byl nucen zdržet se ve Šlesvicku kvůli hrozbě ze strany císaře Jindřicha IV., se kterým mělo Dánsko i Flandry nepřátelské vztahy. Knut se obával Jindřichovy invaze, protože jeho protikrál Rudolf Švábský našel v Dánsku útočiště.
Válečníci začali být netrpěliví, jednalo se ostatně převážně o rolníky, kteří se museli na sklizeň vrátit domů, a žádali Knutova bratra Olafa, aby hájil jejich věc. Knut nechal Olafa zadržet a poslal ho do Flander. Kampaň byla nakonec zrušena, ale Knut ji měl v plánu do roka zopakovat.

### Smrt

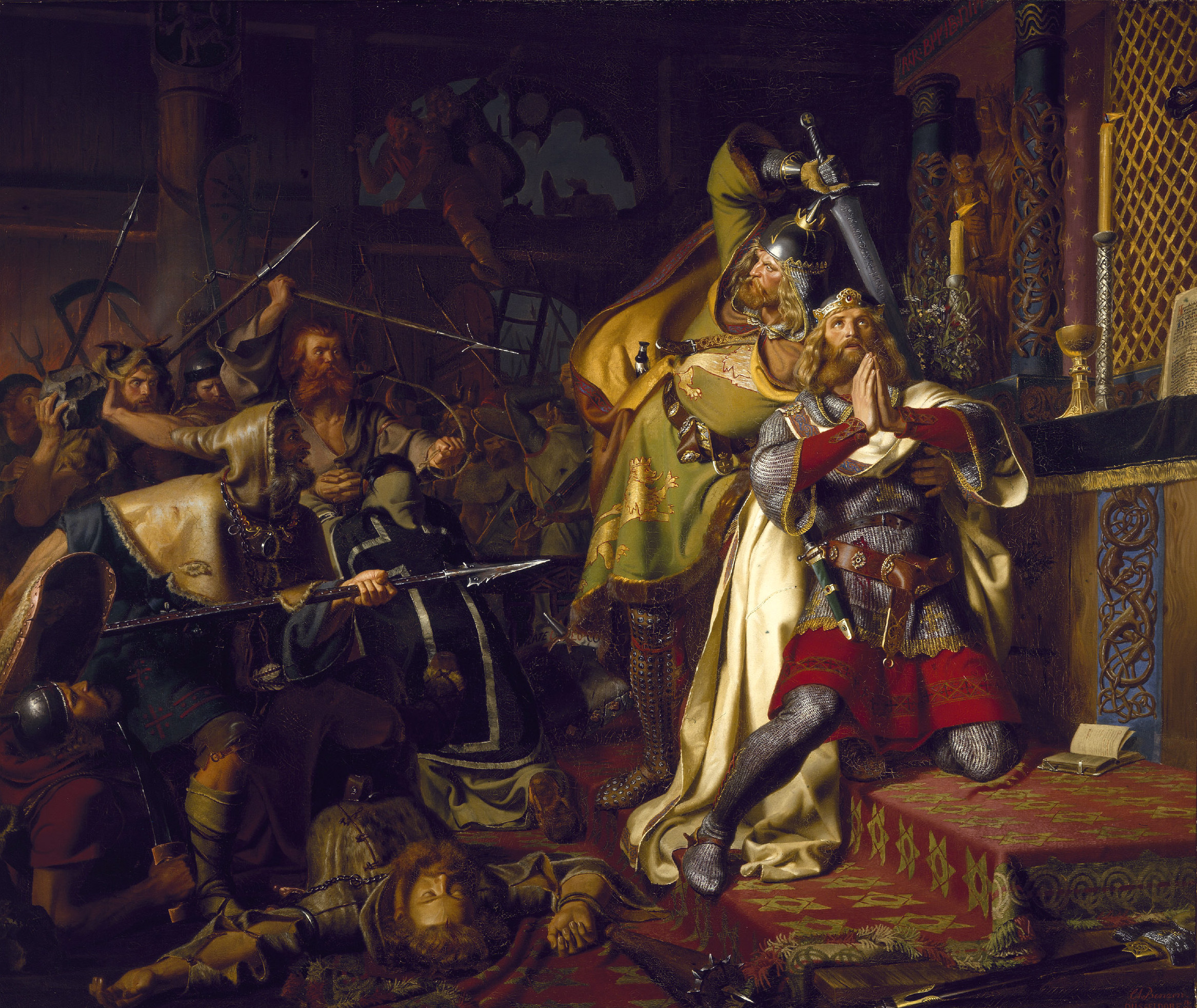
Vražda Knuta Svatého (Christian Albrecht von Benzon – 1843)

Počátkem roku 1086 propukla v oblasti Vendsyssel rolnická revolta. Příčina není známá, ale spekuluje se o tom, že důvodem byly pokuty uvalené na ty, kteří se neúčastnili anglické kampaně v předchozím roce nebo Knutova politika desátek.
Knut před revoltou utekl do Šlesvicka a poté do Odense. 10. července 1086 našli Knut a jeho muži útočiště v dřevěném kostele sv. Albana v Odense, kam rebelové vtrhli a před oltářem zabili krále Knuta, jeho bratra Benedikta a sedmnáct z jejich mužů. Jeho nástupcem se stal jeho bratr Olaf.

## Kanonizace

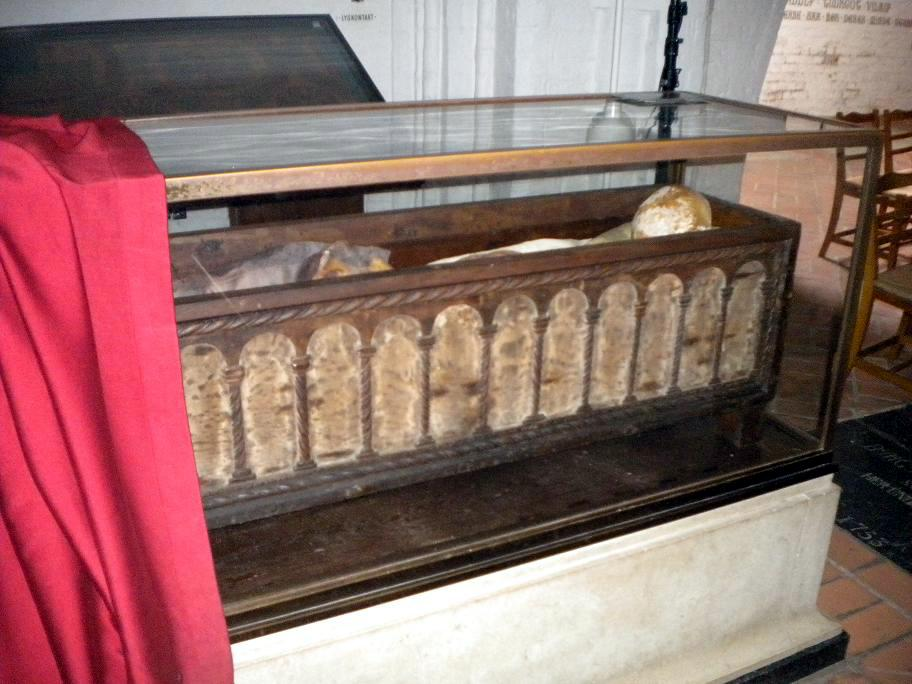
Hrob Knuta IV. (Katedrála v Odense-foto: Jacob Truedson Demitz)

Pod Olafovou vládou Dánsko trpělo neúrodou a hladomorem, což bylo vykládáno jako boží trest za zabití Knuta. Během Olafovy vlády také začal proces Knutovy kanonizace . 19. dubna 1101 jej papež Paschalis II. kanonizoval jako svatého pod jménem San Canuto. V roce 1300 byly ostatky Knuta a jeho bratra Benedika uloženy v katedrále v Odense založené na jeho počest.